# Exhyalanthrax lugens
Exhyalanthrax lugens är en tvåvingeart som först beskrevs av Friedrich Hermann Loew 1860.  Exhyalanthrax lugens ingår i släktet Exhyalanthrax och familjen svävflugor. Inga underarter finns listade i Catalogue of Life.